# Bognár

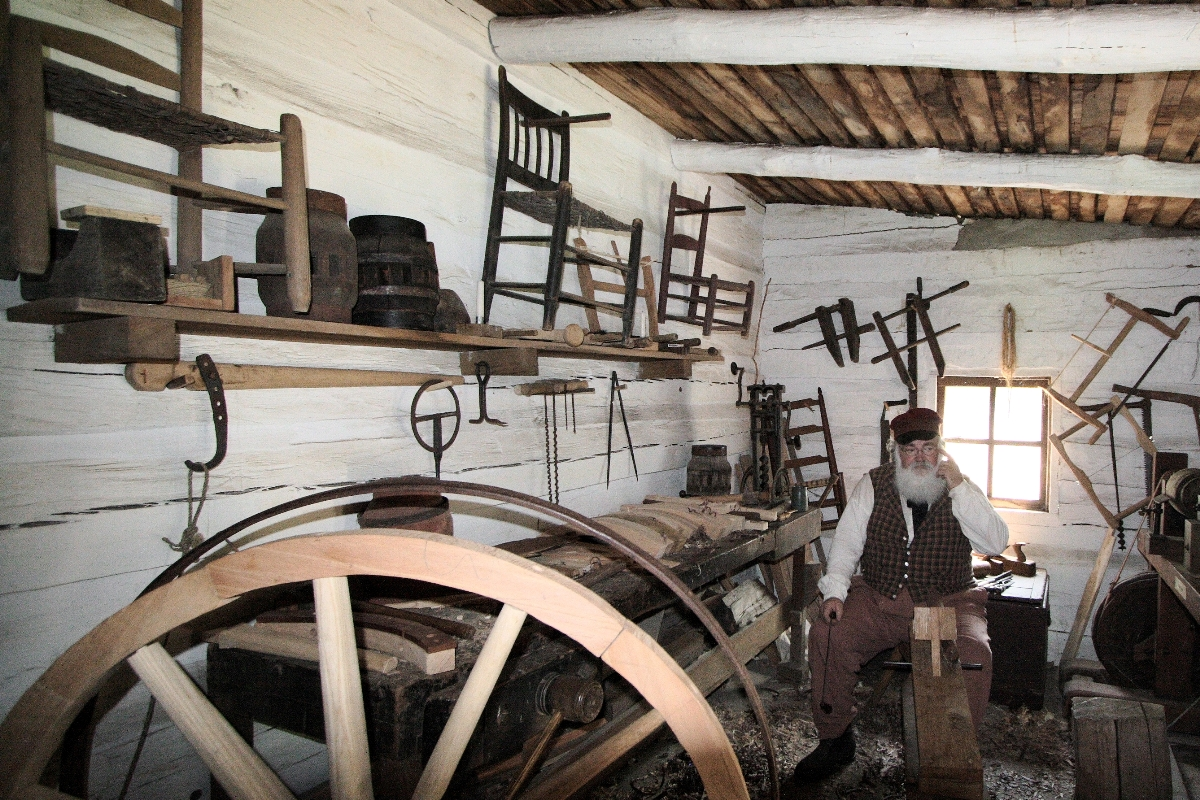
Bognárműhely

A bognár (más néven kerékgyártó, szekérgyártó, vagy kerekes)  kerekek készítésével foglalkozó kisipari kézműves. A Bognár mint magyar családnév is gyakori, és valószínűleg kezdetben a bognár mesterséget folytatók használták.

## Eredete
A szakma legrégebbi írott emléke a Kerekes családnév 1360-ból, majd a Kerékgyártó családnév 1426-ból eredeztethető. Összehasonlító nyelvtörténeti vizsgálatok szerint legrégebbi szekerekkel kapcsolatos szavaink a honfoglalás előttiek, török, mongol és iráni eredetűek.
A szekerekkel kapcsolatos korabeli szakkifejezések alapján feltehető, hogy a honfoglalás idején már voltak magyar szekérgyártók. A kerékgyártó név és mesterség valószínűleg a küllős kerékkészítés kezdetein a specializálódásához kapcsolható.

## Története
A 15. század elején megjelenő bognár mesterségnév az azonos jelentésű bajor-osztrák Wagnerből származik. A szakmát ekkor érő német hatás a szerszám-elnevezésekben is kimutatható.
A bognár szerszámai: fejszék és a topor (faragófejsze), fúrók, vésők és a bunkó (keményfa-kalapács), fűrészek, vonószék, faeszterga, gyaluk, körzők, profilsablonok stb. A kocsi kifejlesztése a Kocs községbeli magyar bognármesterekhez köthető. A kocsi, hintó készítésében a bognár mellett a kovács a vasalással és a szatler is részt vett.
A Székelyföldön a keréknek való fát teknőben forrázták, majd kemencében melegítették. A kerékfalakat természetes görbületű, úgynevezett horgas bükk- vagy szilfából, sablon után faragták, ezután kerékfal-kihajtó padban formálták majd kifúrták és kivésték a küllők helyét. A küllők a vonószékben, a kerékagy pedig a faesztergán készült. Az ún. kerékszékben illesztették majd kalapálták össze a kereket, ezután rakták rá a feltüzesített abroncsot, ami aztán vízzel lelocsolva a kerékre ráfeszült. A kerékagy fúrása úgy történt, hogy azt befogatva, vagy arra több segéd ráállva két másik ember csak a hosszú nyelű csigafúrót majd ezt váltva az enyhén kúposodó, félgömbölyű „puskázó fúrót” hajtotta. Így alakult ki a tengely „siklócsapágyának”, a puskának a helye.
A hintókészítő mesterek mindig a legügyesebb bognárok közül kerültek ki, akik művészi érzékük segítségével tervezték meg rajzlapon a legszebb díszeket és kartámla-íveléseket. A kivitelezés pedig nemcsak a faragókészségüket dicsérte, hanem az íves felületek egy fából való készítése ismeretét is a gőzöléses technika segítségével.
A Hont, Nógrád és Heves vármegyei paraszti faragók alföldi és dunántúli uradalmakba szegődtek éves vagy hónapos munkára kerékgyártónak vagy faragóbéresnek.

## Lásd még
- Népi mesterségek listája